# Thymoites pallidus
Thymoites pallidus är en spindelart som först beskrevs av James Henry Emerton 1913.  Thymoites pallidus ingår i släktet Thymoites och familjen klotspindlar. Inga underarter finns listade i Catalogue of Life.